# Войтенко Володимир Миколайович
Володимир Миколайович Войтенко (нар. 19 листопада 1959, село Піщів, Новоград-Волинського району, Житомирської області) — український кінознавець, головний редактор сайтів Кіно-коло та «Сценарна майстерня», відник авторської телепрограми «Арґумент-кіно» («1+1»).

## Освіта
- 1977–1979 — навчався на біологічному факультеті Київського державного університету ім. Тараса Шевченка.
- 1985–1990 — отримав фах кінознавця в Київському державному інституті театрального мистецтва імені Івана Карпенка-Карого.

## Кар'єра
- Від 1988: Член відбіркової комісії Київського МКФ «Молодість»
- 1989–1993: Завідувач відділів критики та українського кіна журналу «Новини кіноекрана».
- 1991–1996: Читав курси лекцій «Майстерність кінокритики», «Історія кінематографа», вів «Семінар сучасного фільму» на факультеті кіна і телебачення КДІТМ ім. І. Карпенка-Карого
- 1991–1996: Прес-аташе Київського МКФ «Молодість»
- 1992–1999: Автор кіносторінки у програмі Вероніки Маковій «Контакт» на всеукраїнському каналі радіо «Промінь»
- 1994–1998: Член Комітету з Державної премії України імені Олександра Довженка
- 1994–1995: Київський кореспондент інформаційної агенції «Inter Media Кино» (Москва)
- 1997–1999: Керівник служби громадських зв'язків Національної кінематеки України
- 1998: Головний редактор журналу «Кіно»
- 1996–2008: Головний редактор часопису «KINO-КОЛО»
- Від 1999: Автор і відник щотижневої телепрограми «АРҐУМЕНТ-КІНО» на телеканалі «1+1»
- 2000–2009: Член журі в номінації «Кіносценарії» Всеукраїнського конкурсу «Коронація слова»
- Від 2000: Член Експертної комісії з питань розповсюдження і демонстрування фільмів; Міністерство культури України
- Від 2002: Головний редактор Національного кінопорталу KINOKOLO.UA
- 2003–2007: Головний редактор фестивальної «KINO-КОЛОгазети»
- 2005–2008: Головний редактор книжкового видавництва «KINO-КОЛО»
- 2006–2007: Шеф-редактор журналу «CINEMA»
- 2006–2007: Головний редактор англомовного електронного дайджесту українських кіноновин KINO-KOLOdigest
- 2008–2009: Завідувач сектору «Центр кінематографії та екранних мистецтв» ДП «Мистецький арсенал»
- Від 2008: Член Експертної комісії з питань визначення художньої якості фільму іноземного виробництва та його належності до високохудожнього, експериментального, авторського кіна; Міністерство культури України
- 2009–2010: Редактор кінопроєкту «Мудаки. Арабески»
- 2009: Член Національної спілки кінематографістів України
- Від 2009: Куратор номінації «Кіносценарії» Всеукраїнського конкурсу «Коронація слова»
- Від 2010: Головний редактор інтернет-сайту кінопроєкту «Мудаки. Арабески»
- Від 2010: Редактор кінопроєкту «Україно, goodbye!»
- Від 2011: Головний редактор інтернет-сайту кінопроєкту «Україно, goodbye!»
- Від 2011: Член Експертної комісії з питань кінематографії (конкурсний відбір кінопроєктів для формування Програми виробництва та розповсюдження національних фільмів); Міністерство культури України[2]
- Від 2011: Головний редактор інтернет-сайту «СЦЕНАРНА МАЙСТЕРНЯ»
- 2011-2014: Член Українського Оскарівського комітету
- Від 2017: Член Української кіноакадемії
- Від жовтня 2018 року: Голова правління Спілки кінокритиків України[3]
- Від листопада 2018 року: Голова правління Української кіноакадемії.[4]

## Творчість
Автор понад 700 публікацій в українських та закордонних періодичних виданнях, в аналітичних збірках, фестивальних каталогах, енциклопедіях, а також на інтернет-сайтах (зокрема, в журналах «Новини кіноекрана», «ПіК», «Искусство кино», «KINO-КОЛО», «Український тиждень»; в газетах «День», «Столичные новости», «Дзеркало тижня» та інших).

## Громадська позиція
У 2018 підтримав звернення Європейської кіноакадемії на захист ув'язненого у Росії українського режисера Олега Сенцова.